# Сточек-Луковський (гміна)
Гміна Сточек-Луковський (пол. Gmina Stoczek Łukowski) — сільська гміна у східній Польщі. Належить до Луківського повіту Люблінського воєводства.
Станом на 31 грудня 2011 у гміні проживало 8305 осіб.

## Територія
Згідно з даними за 2007 рік площа гміни становила 173.46 км², у тому числі:
- орні землі: 75.00%
- ліси: 19.00%

Таким чином, площа гміни становить 12.44% площі повіту.

## Населення
Станом на 31 грудня 2011:
| Опис     | Загалом | Загалом | Чоловіки | Чоловіки | Жінки | Жінки |
| -------- | ------- | ------- | -------- | -------- | ----- | ----- |
| одиниця  | осіб    | %       | осіб     | %        | осіб  | %     |
| все      | 8305    | 100     | 4199     | 50.56    | 4106  | 49.44 |
| міське   | 0       | 100     | 0        |          | 0     |       |
| сільське | 8305    | 100     | 4199     | 50.56    | 4106  | 49.44 |

## Сусідні гміни
Гміна Сточек-Луковський межує з такими гмінами: Борове, Водине, Воля-Мисловська, Доманіце, Луків, Мясткув-Косьцельни, Станін, Сточек-Луковський.